# Ingrid Antonijevic
Ingrid Verónica Antonijevic Hahn (Iquique, 22. srpnja 1952.) je čileanska ekonomistica, profesorica i poduzetnica. Bivša je ministrica gospodarstva, razvitka i obnove u vladi predsjednice Michelle Bachelet.
Dužnost je obnašala od 11. ožujka 2006. do 14. srpnja iste godine. Na njeno je mjesto došao odvjetnik i ekonomist iz demokršćanskih redova Alejandro Ferreiro.
Kćer je hrvatskog iseljenika Leandra Antonijevica  i Njemice Ingeborg Hahn. Ima dvije starijesestre, Ilonu i Nadju.
Ekonomistica je s Čileanskog sveučilišta. Među njenim studijskim kolegama su poznate osobe kao što su Nicolás Eyzaguirre, Carlos Ominami i Carlos Cruz).
Članica je stranke Stranka za demokraciju. Bivša je članica MAPU-a.